# 일본 제국 해군의 기지
일본 제국 해군의 기지는 군항과 요항 등 일본 제국 해군의 군사기지를 가리킨다. 1875년, 일본은 연안을 동ㆍ서로 나눠 양 지휘관의 아래에 두었고, 1876년, 동해, 서해 두 곳에 진수부를 설치하기로 했다. 동해 진수부가 먼저 요코하마에 개설되었고, 이는 1884년 요코스카로 이전하여 요코스카 진수부라고 개칭하였다.
1886년, 일본의 연안을 5해군구로 나누고 각 해군구에 진수부와 군항을 설치하게 되었다. 요코스카 외에, 1889년에 구레 진수부와 사세보 진수부, 1901년에는 마이즈루 진수부가 개청했다. 그러나 당초 예정되어 있던 무로란의 설치는 1903년에 중단되었다.
1905년에는 여순구 진수부가 설치되었으며, 1906년 ‘여순 진수부’라고 개칭하였다가 1914년 폐지되었다.
군항보다 한 단계 낮은 요항에는 요항부 또는 경비부가 설치되었다.

## 군항
- 요코스카 진수부
- 마이즈루 진수부
- 사세보 진수부
- 구레 진수부
- 여순구 진수부

## 요항
- 다케시키 요항부
- 다카오 경비부
- 여순 경비부
- 오사카 경비부
- 오미나토 경비부
- 진해 경비부